# Aloe simii
Aloe simii é uma espécie de liliopsida do gênero Aloe, pertencente à família Asphodelaceae.